# والری اوستیوژین
والری اوستیوژین (روسی: Валерий Устюжин؛ ۱۹۴۵ – ۲ سپتامبر ۲۰۱۰) وزنه‌بردار اهل شوروی بود.
وی در مسابقات کشوری و بین‌المللی در مجموع برندهٔ ۲ مدال طلا شده‌است.